# Roman Hruška
Roman Hruška (22. května 1834 Klatovy – 5. června 1896 Nepomuk) byl rakouský a český advokát a politik, v 2. polovině 19. století poslanec Českého zemského sněmu. Jeho ženou byla Marie Terezie Kordíková (1841–1915).

## Biografie
Profesí byl advokátem. V jiných pramenech se uvádí jako advokát a statkář v Beňovech. Na přelomu 60. a 70. let 19. století se angažoval v kampani za vznik hospodářské školy v Klatovech. Již předtím, v roce 1859, patřil mezi dvacet klatovských občanů, kteří rozhodli o založení městské knihovny.
V 70. letech 19. století se zapojil i do zemské politiky. V zemských volbách v roce 1878 byl zvolen na Český zemský sněm za kurii venkovských obcí (obvod Klatovy – Plánice). Patřil k staročeské straně (Národní strana).
Zemřel v červnu 1896, v 63. roce věku. Pohřben byl v Klatovech.